# Оџовци
Оџовци (мкд. Оџовци) су насељено место у Северној Македонији, у западном делу државе. Оџовци припадају општини Центар Жупа.

## Географија
Насеље Оџовци је смештено у крајњем западном делу Северној Македоније, близу државне границе са Албанијом (6 km западно). Од најближег већег града, Дебра, насеље је удаљено 18 km јужно.
Рељеф: Оџовци се налазе у области Жупа, на западним падинама планине Стогово. Источно од насеља се налази главно било планине, док се западно тло спушта у долину Црног Дрима, која је у ово делу преграђена, па је ту образовано вештачко Дебарско језеро. Надморска висина насеља је приближно 820 метара.
Клима у насељу је планинска због знатне надморске висине.

## Становништво
По попису становништва из 2002. године Оџовци су имали 220 становника.
Претежно становништво у насељу су Турци (Торбеши) (92%).
Већинска вероисповест у насељу је ислам.